# Tania (Sängerin)
Tania (Ana Luciano Divis; * 13. Oktober 1894 in Toledo, Spanien; † 17. Februar 1999) war eine argentinische Tangosängerin und Schauspielerin spanischer Herkunft.

## Leben
Tania war zu Beginn ihrer Laufbahn in Spanien als La Lucianito und nach ihrer Heirat mit dem mexikanischen Tänzer Antonio Fernández Rodríguez als Tania-Mexicán bekannt. 1924 kam sie mit der Troupe Iberica nach Buenos Aires. Dort lernte sie 1927 den Musiker Enrique Santos Discépolo kennen, dessen Partnerin sie bis zu seinem Tod 1951 war. Seit Anfang der 1930er Jahre trat sie in den Folies Bergere in Buenos Aires auf und sang Tangos von Komponisten wie Anibal Troilo, Enrique Cadícamo, Osvaldo Miranda, Homero Manzi und Francisco Canaro. Sie wurde ein Star im Hörfunk und unternahm Tourneen durch Spanien, Frankreich und die USA. Zwischen 1937 und 1940 hatte sie Auftritte in drei Filmen: El pobre Pérez (Regie: Luis César Amadori, 1937), Cuatro corazones (Regie: Enrique Santos Discépolo und Carlos Schlieper, 1939) und Caprichosa y millonaria (Regie: Enrique Santos Discépolo, 1940).
Nach dem Sturz Juan Perons, dessen Unterstützerin sie ebenso wie Discepolo gewesen war, lebte sie mehrere Jahre im Ausland. Als sie nach Argentinien zurückkehrte, waren inzwischen andere Musikstile populär, so dass sie nicht wieder an ihre Erfolge anknüpfen konnte. Mit Jorge Miguel Couselo schrieb sie 1973 ihre Memoiren. Erst mit dem erneuten Aufkommen des Tangos in den 1980er Jahren wurden ihre alten Aufnahmen wiederentdeckt und verhalfen ihr zu neuer Popularität. In den 1980er Jahren trat sie am Teatro de la Ribera und in der Botica de Tango auf Canal 11 auf. 1989 erklärte sie die Stadt Buenos Aires zur Ciudadana Ilustre de la ciudad. Juan Carlos I. zeichnete sie 1993 mit dem Orden de Isabel la Católica aus. Die Secretaría de Cultura de la Nación ehrte sie 1998 als Personalidad Emérita de la Cultura Argentina.

## Anmerkung
1. ↑  Während der Geburtstag gesichert ist, gibt es zum Geburtsjahr widersprüchliche Angaben. Neben dem Jahr 1894 wird auch 1901 und 1908 als Geburtsjahr genannt.

| Personendaten    | Personendaten                                   |
| ---------------- | ----------------------------------------------- |
| NAME             | Tania                                           |
| ALTERNATIVNAMEN  | Luciano Divis, Ana; La Lucianito; Tania-Mexicán |
| KURZBESCHREIBUNG | argentinische Tangosängerin und Schauspielerin  |
| GEBURTSDATUM     | 13. Oktober 1894                                |
| GEBURTSORT       | Toledo                                          |
| STERBEDATUM      | 17. Februar 1999                                |